# 曳絲馬鰏
曳絲馬鰏（学名：Equulites leuciscus）又名曳絲鰏，俗名碗米仔、金錢仔，為鰏科馬鰏屬的其中一個種。

## 分布
本魚分布於印度太平洋區，包括東非、馬達加斯加、模里西斯、塞席爾群島、亞丁灣、紅海、馬爾地夫、波斯灣、巴基斯坦、印度、斯里蘭卡、孟加拉灣、安達曼海、泰國、越南、馬來西亞、柬埔寨、中國大陆沿海和台灣、日本、韓國、菲律賓、印尼、澳洲、新幾內亞、馬里亞納群島、馬紹爾群島、帛琉、密克羅尼西亞、所羅門群島、諾魯、新喀里多尼亞等海域。该物种的模式产地在安汶岛。

## 深度
水深1至70公尺。

## 特徵
本魚頭部背面之外輪廓多少為一直線狀。後頭部不凸出，吻端亦不截平。口裂在眼之下緣前方二分之一處之水平位上。背鰭第二硬棘延長呈絲狀，較體高為長。側線直達尾鰭基部。背鰭硬棘8枚、軟條16枚；臀鰭硬棘3枚、軟條14枚。體長可達15公分。

## 生態
本魚屬於熱帶、亞熱帶之暖水性魚類。常群聚，活動於水體上層，也進入河口區。攝食浮游生物。

## 經濟利用
小型食用魚，味美但多刺，煮湯適宜。

## 外部連結
- 台灣新紀錄種—菲律賓曳絲鰏 （页面存档备份，存于）